# مسجد آیت‌الله خسروشاهی
مسجد آیت الله خسروشاهی مربوط به دوره قاجار است و در تبریز، خیابان دارائی اول، راسته پنبه فروشان واقع شده و این اثر در تاریخ ۱۴ مرداد ۱۳۸۲ با شمارهٔ ثبت ۹۴۱۲ به‌عنوان یکی از آثار ملی ایران به ثبت رسیده است.